# Кубок Казахстана по баскетболу среди женщин
Кубок Казахстана — является кубковым турниром среди женских команд по баскетболу. Система розыгрыша Кубка состоит из двух этапов : Группового раунда и раунда плей-офф. В Кубке Казахстана участвуют команды выступающие в Национальной и Высшей лиге.

## Победители
| Сезон | Победитель   | Результат | Финалист   | Город   |
| ----- | ------------ | --------- | ---------- | ------- |
| 2011  | Тигры Астаны | 83:76     | Иртыш-ПНХЗ | Щучинск |
| 2015  | Иртыш-ПНХЗ   | 74:56     | Динамо     | Щучинск |
| 2018  | Тигры Астаны | 99:41     | Иртыш-ПНХЗ | Щучинск |
| 2019  | Тигры Астаны | 71:32     | Иртыш-ПНХЗ | Щучинск |
| 2020  | Иртыш        | 96:70     | Каспий     | Щучинск |

## Клубы победители
| Клуб         | Число побед | Год              |
| ------------ | ----------- | ---------------- |
| Тигры Астаны | 3           | 2011, 2018, 2019 |
| Иртыш-ПНХЗ   | 2           | 2015, 2021       |